# Корте Виго (Падова)
Корте Виго је насеље у Италији у округу Падова, региону Венето.
Према процени из 2011. у насељу је живело 128 становника. Насеље се налази на надморској висини од 51 м.